# Емфизем
Емфизем плућа дефинише се као трајно увећање дисајних путева, дистално од терминалних бронхиола, које настаје дилатацијом ваздушних простора или деструкцијом преградних зидова између алвеола. Емфизем плућа карактеришу оштећења плућног ткива у основној јединици плућа за размену гасова (ацинус). На основу локализације морфолошких оштећења у ацинусу, разликују се два облика овог обољења: панацинусни и центроацинусни емфизем. Веома често оба типа морфолошких оштећења се уочавају у истом плућном крилу, с тим што може да преовладава један или други тип. 
Велики број лекара прихвата мишљење да хронични бронхитис и емфизем плућа чине целину (по низу патофизиолошких поремећаја које заједно проузрокују и узајамним патогенетским везама) и заједно су познати под именом хронична опструктивна плућна болест. Обично се прво јавља бронхитис, а касније са погоршањем стања и емфизем.

## Учесталост
Процењује се да у САД 1,65 милиона људи болује од емфизема плућа. Број оболелих расте из године у годину: са порастом броја пушача у периоду од 1982. до 1995. године повећао се за 41,5%. Знатно се повећала преваленца у популацији особа женског пола. 

## Етиологија
За настанак емфизема значајно је више фактора ризика (пушење, загађеност ваздуха, инфекције и генетички чиниоци). Дувански дим је, ван сваке сумње, примарни узрок појаве емфизема плућа. Пушачи имају већу смртност, као и већу преваленцу поремећаја плућне функције, респираторних симптома и свих облика опструктивне болести дисајних путева. Пушење као главни узрок настанка хроничног бронхитиса и емфизема плућа среће се код 80 до 90% оболелих. Инциденца и морталитет од емфизема у урбаним, индустријски развијеним срединама виши су него у руралним. Егзацербације хроничног бронхитиса повезане су са већом загађеношћу ваздуха сумпор-диоксидом и чврстим честицама. Последњих година познат је и штетан утицај загађености ваздуха у затвореном простору због прашине и употребе различитих чврстих горива за грејање и кување. 

## Симптоми и патофизиолошки поремећаји
Основни функционални поремећаји у хроничном бронхитису и емфизему плућа су: поремећај пролазности дисајних путева, надувеност плућа и поремећај концентрације гасова у крви. Патофизиолошки поремећаји су кашаљ, искашљавање, „свирање“ у грудима и диспнеа.
Доминантан клинички симптом у емфизему плућа је осећај недостатка ваздуха (диспнеа), који се јавља при напору. Обично га прати веома мало кашља и оскудно искашљавање слузавог испљувка. До овога долази на више начина: запушавањем бронхија нагомиланом слузи, задебљавањем слузнице, смањењем лумена бронха и сл. Диспнеа настаје постепено, често неприметно, и погоршава се при тежем физичком напрезању, за време инфекција, удисања хладног ваздуха, иритантних гасова и пара. Током година она постаје све тежа, јавља се при све мањем физичком напору, а затим и у мировању или најмањем покрету. У одмаклој фази болести диспнеа доводи до инвалидности и нетолеранције и најлакших радњи, као што су умивање, облачење, узимање хране, говор. 
Као последица поремећаја пролазности дисајних путева, долази до „заробљавања“ ваздуха у плућима, губитка еластичности ткива и надувености.
Болесник са емфиземом често је мршав, астеничан. Најчешће седи повијен унапред, испружених руку, ослања се на дланове да би фиксирао рамени појас и омогућио да се леђни мишићи користе за ефикаснији експиријум. Они обично дишу кроз стиснуте усне ("пућење усана"). 

## Лабораторијске промене
Промене зависе од стадијума и тежине болести. Од хематолошких поремећаја чести су леукоцитоза (повећана концентрација белих крвних ћелија) и еритроцитоза у случају хипоксије. Због избора методе лечења значајан је и преглед испљувка, у коме се могу наћи гној, гранулоцити и бактерије. На рендгенском снимку оболелих плућа уочавају се мања или већа светла поља и заравњена дијафрагма.

## Дијагноза
Дијагноза се поставља на основу анамнезе, клиничке слике и РТГ-налаза. За коначну потврду дијагнозе емфизема потребно је болесника подвргнути функционалним тестовима плућа. 

## Лечење
Излечење емфизема није могуће. Међутим, код препознатог емфизема могуће је успорити и зауставити напредовање болести исправним мерама и мењањем животних навика. Ту се пре свега мисли на престанак пушења. Значајан вид терапије емфизема је респираторна кинезитерапија. Она се темељи на учењу технике релаксирања мишића, постављања у дренажни положај, правилне употребе дијафрагме у дисању, али и врло важним техникама издисаја које не допуштају колабирање малих дисајних путева и последичну опструкцију проласка ваздуха.